# Nesploy
Nesploy település Franciaországban, Loiret megyében. Lakosainak száma 368 fő (2022. január 1.). Nesploy Boiscommun, Bellegarde, Montliard, Nibelle, Quiers-sur-Bézonde és Sury-aux-Bois községekkel határos.

## Népesség
A település népességének változása:
| Lakosok száma | 233  | 218  | 195  | 358  | 396  | 381  | 368  | 355  | 360  | 368  |
|               | 1968 | 1982 | 1990 | 2006 | 2013 | 2015 | 2017 | 2019 | 2020 | 2022 |